# Bad Vöslau

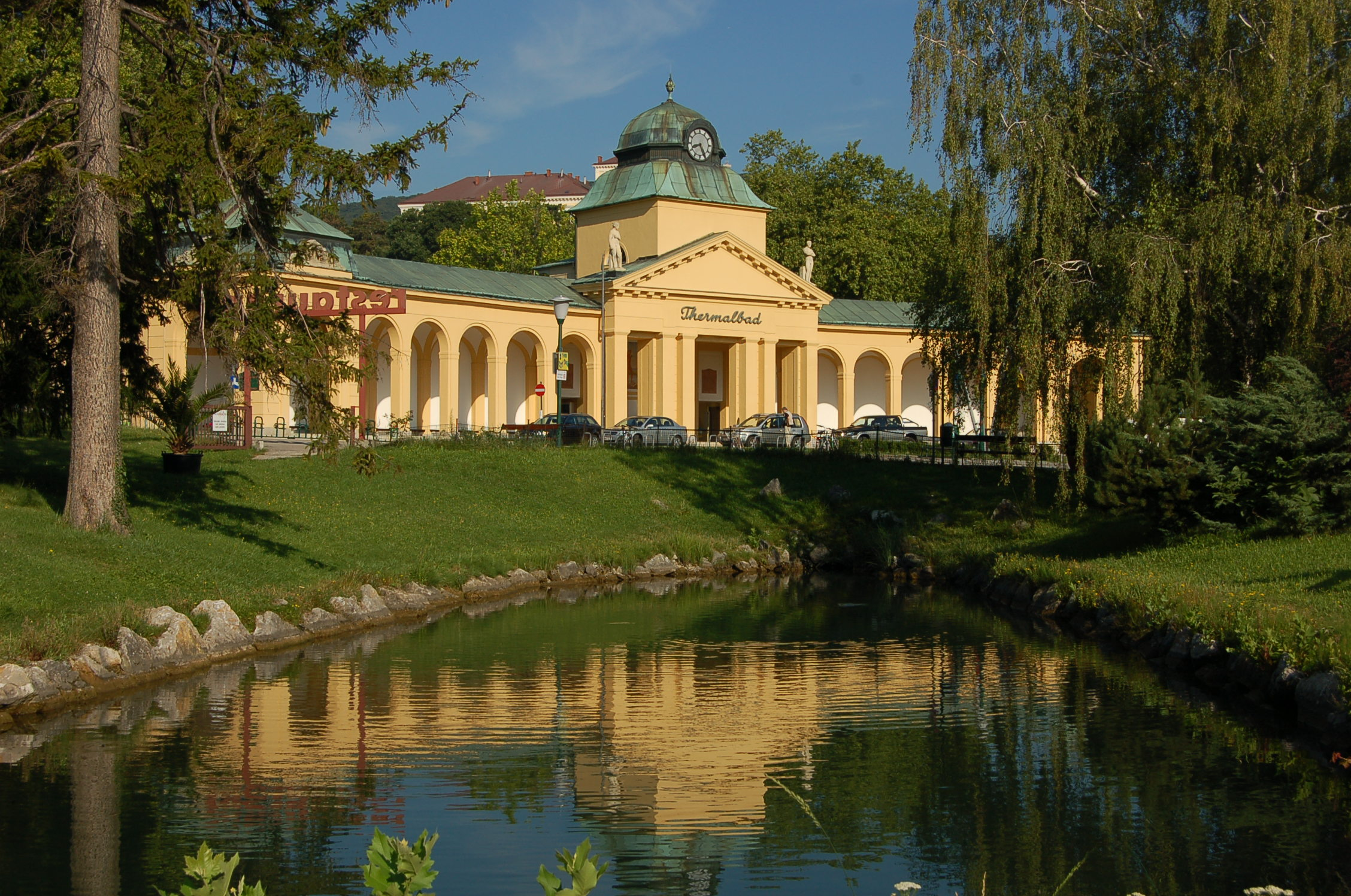
Baños termales

Bad Vöslau es una localidad balneario austriaca localizada en Baja Austria, a 35 km al sur de Viena. Según el censo de 2008 su población era de 11.190 habitantes. La zona es conocida por sus viñedos y la producción de vino tinto.

## Historia
En 1770, el Conde de Fries mandó cultivar sus viñas en los alrededores de la actual Bad Vöslau, siendo la primera plantación de vino tinto de la región a gran escala. Aparte del tinto, la zona es conocida por sus vinos espumosos.
En 1954 obtuvo el estatus de ciudad.
El 26 de agosto de 1867, la localidad fue la sede del tratado de cooperación entre el Reino de Grecia y el Principado de Serbia, firmando la alianza frente al Imperio Otomano.

## Demografía
| Año  | Población |
| ---- | --------- |
| 1869 | 4.176     |
| 1880 | 5.453     |
| 1890 | 6.330     |
| 1900 | 6.987     |
| 1910 | 7.799     |
| 1923 | 8.312     |
| 1934 | 8.602     |
| 1939 | 9.848     |
| 1951 | 9.166     |
| 1961 | 9.223     |
| 1971 | 10.204    |
| 1981 | 10.524    |
| 1991 | 11.055    |
| 2001 | 10.998    |
| 2011 | 10.309    |